# Cedicus
Cedicus es un género de arañas araneomorfas de la familia Cybaeidae. Se encuentra en el Asia y sudeste de Europa.

## Lista de especies
Según The World Spider Catalog 12.0:
- Cedicus bucculentus Simon, 1889
- Cedicus dubius Strand, 1907
- Cedicus flavipes Simon, 1875
- Cedicus israeliensis Levy, 1996
- Cedicus pumilus Thorell, 1895